# Сеймський
Сеймський (рос. Сеймский) — хутір в Октябрському районі Курської області Російської Федерації.
Населення становить 103 особи. Входить до складу муніципального утворення Великодовженківська сільрада.

## Історія
Населений пункт розташований на території українського етнічного та культурного краю Східна Слобожанщина.
Від 2004 року входить до складу муніципального утворення Великодовженківська сільрада.

## Населення
| 2002 | 2010 |
| ---- | ---- |
| 61   | ↗103 |